# Processo endógeno
Endógeno é um fenômeno ou processo geológico que se realiza no interior do planeta Terra.

## Características
Os agentes geológicos ou agentes internos que podem ser chamados de endógenos referem-se à interação de forças internas da Terra, tais como: aquecimento provocado por radioatividade; variações de pressão e temperatura provocadas por reações e recristalizações minerais para fases minerais mais ou menos densas com emissão ou absorção de calor o que leva a desequilíbrios densitométricos e poderosas movimentações de massas rochosas, magmas e fluidos no interior da Terra.

## Fenômenos ou processos endógenos
- Tectonismo: dobramentos, falhamentos e metamorfismo em áreas orogênicas;[1][2]
- Vulcanismo: formação de magma e sua intrusão formando rochas plutônicas e hipabissais;[1][2]
- Subducção: afundamento de uma placa litosférica sob outra; [1]
- Terremotos: geração de abalos sísmicos; [1][2]
- Soerguimentos e abatimentos da crosta.[1]